# Psicología individual

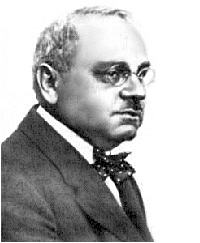
Alfred Adler.

La psicología individual es una teoría psicológica ideada por Alfred Adler. A diferencia de Freud, Adler creía que el hombre tiene posibilidades de mejorarse y de progresar en la vida, de reducir sus problemas y, con el tiempo, de llegar a un ajuste casi perfecto de su proceso vital.
La psicología individual plantea la vida como una lucha desde el nacer hasta el morir, una especie de viaje en el que cada ser humano se vale de su propio método, en el que cada viajero sabe de los otros, en que cada uno está impulsado por muchas metas comunes y en el que todos están expuestos por igual a las vicisitudes del itinerario.
Describe la conducta humana a través de siete principios:
1. Inferioridad
2. Superioridad en el cerebro
3. Estilo de vida
4. Yo creador
5. Yo consciente
6. Metas fantasiosas
7. Interés social

## Inferioridad
De acuerdo con este principio, el hombre, en cuanto tiene conciencia, se siente en el mundo incompleto e insatisfecho. Gracias a este sentimiento, el individuo se ve impulsado a analizarse, localizando sus males y enfermedades en regiones específicas de su cuerpo (lo que se denomina trastornos psicosomáticos de órgano).

## Superioridad
El principio de superioridad indica que el ser humano es más que un animal agresivo, pues su búsqueda es la del poder (físico y simbólico) para lograr sobrevivir. La más importante de las fuerzas que mueven la conducta de la persona «es el esfuerzo por ir de una condición inferior a una superior».

## Estilo de vida
Considerado como una especie de guía con el fin de que el hombre logre superarse, el hombre buscaría dos cosas: su dirección interior de conducta, impulsada y dictada por él mismo; las fuerzas del ambiente que ayudan a tomar la dirección que el yo interno desee tomar.

## Yo creador
Para la psicología individual, el ser humano no es solo un producto del ambiente, sino que crea una estructura propia sobre las experiencias vividas durante toda su vida, las interpreta y busca satisfacer sus deseos de superioridad. Se trataría, pues, aunque reactivo y mecánico, de un yo creativo original, inventivo y que crea algo inexistente: una nueva personalidad.

## Metas fantasiosas
El ser humano es impulsado y atraído por una serie de metas imaginadas, que son las que explican la conducta del mismo.

## Interés social
El hombre confía en que una sociedad más fuerte y perfecta lo ayudará a obtener un sentimiento de superioridad más completo.